# Tetraclea
Tetraclea, monotipski rod medićevki (Lamiaceae) smješten u tribus  Oxerinae, dio potporodice Ajugoideae. Jedina vrsta je sjevernoamerička trajnica T. coulteri sa juga SAD–a i sjevernog Meksika 

## Opis
Višegodišnja zeljasta biljka. Uspravne, razgranate stabljike dosežu 40 cm  visine (16 inča) i prekrivene su finim, bijelim, ravnim dlačicama.
Cvijet: travanj–listopad. Grozdovi od 3 cvijeta rastu iz pazušaca listova; duga, uska cvjetna cijev naglo se otvara s 5 zaobljenih režnjeva krem boje, često obojenih crvenom bojom, koji blijede u crveno; Prašnici i stigme pružaju se daleko izvan grla.
Listovi: Nasuprotni; stabljika (peteljka) duga 1/8–3/8 inča (4–10 mm); par listova poredan pod pravim kutom u odnosu na susjedne parove. Oštrice u obliku koplja do ovalne sa šiljastim vrhom, 3/4–1 3/4 inča dugačke (2–4 cm), do 3/4 inča široke (18 mm); rub cijeli do nepravilno nazubljen s 2-3 oštra zupca na svakom rubu; površine prekrivene finim, bijelim dlakama.
Staništa: Pješčana, kamenita, ilovasta tla; grmlje, pješčane ravnice, padine, podnožja; šume smreke, pustinjski travnjaci i šikare.
Visina: 1000–2500 (3300–8500 stopa).

## Sinonimi
- Clerodendrum coulteri (A.Gray) Govaerts in World Checkl. Seed Pl. 3(1): 15 (1999)